# Entoloma rhodopolium
Entoloma rhodopolium —o su sinónimo E. nidorosum— es un hongo basidiomiceto de la familia Entolomataceae. Su seta es venenosa, y aflora en verano y otoño, en bosques de frondosas. Raramente aparece bajo coníferas. Su basónimo es Agaricus rhodopolius Fr. 1818.

## Descripción
Su seta presenta un sombrero de unos 9 centímetros de diámetro. Es de color marrón grisáceo o gris oliváceo, que en ambientes húmedos toma un ligero tono rojizo, con borde fino, húmedo y acanalado. Es poco carnoso, y en ejemplares jóvenes tiene forma convexa. Más tarde se extiende, y finalmente toma una forma deprimida. Presenta láminas semilibres, irregularmente onduladas, de color blanco al principio y rosado más tarde. El pie es cilíndrico, de color blanco en ejemplares jóvenes y grisáceo más tarde, y mide unos 10 centímetros de longitud y entre 3 y 6 mm de diámetro (alcanzando a veces 10 mm). Su carne es clara y endeble, con olor muy desagradable parecido al del amoniaco o la lejía.